# Ничипоровка (Гомельская область)
Ничипоровка (бел. Нічыпараўка) — деревня в Кировском сельсовете Наровлянского района Гомельской области Беларуси.
На западе и севере граничит с лесом.

## География

### Расположение
В 42 км на юго-запад от Наровли, 42 км от железнодорожной станции Ельск (на линии Калинковичи — Овруч), 220 км от Гомеля.

### Гидрография
На реке Ханя [приток реки Желонь (Мухоедовский канал)].

## Транспортная сеть
Транспортные связи по просёлочной, а затем автодороге Москалёвка — Головчицкая Буда. Планировка состоит из короткой, криволинейной, почти широтной ориентации улицы, застроенной двусторонне деревянными усадьбами.

## История
По письменным источникам известна с XIX века как деревня в Дерновичской волости Речицкого уезда Минской губернии. В 1931 году жители вступили в колхоз. Во время Великой Отечественной войны действовала подпольная группа (руководитель Б. Цалко). В августе 1943 года немецкие оккупанты полностью сожгли деревню и убили 14 жителей. 31 житель погиб на фронте. Согласно переписи 1959 года в составе совхоза «Дзержинский» (центр — деревня Дзержинск).
До 31 октября 2006 года в составе Красновском сельсовете, с 31 октября 2006 года в Кировском сельсовете.

## Население

### Численность
- 2004 год — 9 хозяйств, 16 жителей.

### Динамика
- 1897 год — 26 дворов, 153 жителя (согласно переписи).
- 1908 год — 32 двора, 240 жителей.
- 1940 год — 65 дворов, 125 жителей.
- 1959 год — 220 жителей (согласно переписи).
- 2004 год — 9 хозяйств, 16 жителей.